# Дхар
Дхар (гінді धार) – індійське місто у регіоні Малава, у західній частині штату Мадх'я-Прадеш. Є адміністративним центром однойменного округу. 

## Клімат
Місто знаходиться у зоні, котра характеризується кліматом тропічних саван. Найтепліший місяць — травень із середньою температурою 32.7 °C (90.8 °F). Найхолодніший місяць — січень, із середньою температурою 19.7 °С (67.5 °F).
| Клімат Дхара            | Клімат Дхара | Клімат Дхара | Клімат Дхара | Клімат Дхара | Клімат Дхара | Клімат Дхара | Клімат Дхара | Клімат Дхара | Клімат Дхара | Клімат Дхара | Клімат Дхара | Клімат Дхара | Клімат Дхара |
| Показник                | Січ.         | Лют.         | Бер.         | Квіт.        | Трав.        | Черв.        | Лип.         | Серп.        | Вер.         | Жовт.        | Лист.        | Груд.        | Рік          |
| Середній максимум, °C   | 28,4         | 30,7         | 35,2         | 38,7         | 40,2         | 36,4         | 31,3         | 29,9         | 31,5         | 33,7         | 30,9         | 28,7         | 33           |
| Середня температура, °C | 19,7         | 21,6         | 26,3         | 30,4         | 32,6         | 30,7         | 27,3         | 26,4         | 26,7         | 26,4         | 22,7         | 20,3         | 25,9         |
| Середній мінімум, °C    | 11,1         | 12,5         | 17,3         | 22           | 25,1         | 25           | 23,4         | 22,9         | 21,9         | 19,1         | 14,7         | 11,8         | 18,9         |
| Норма опадів, мм        | 1.4          | 0.6          | 2.5          | 1.6          | 6.7          | 119.1        | 247.8        | 186.7        | 160.4        | 24.4         | 15.2         | 3.1          | 769.4        |
| ----------------------- | ------------ | ------------ | ------------ | ------------ | ------------ | ------------ | ------------ | ------------ | ------------ | ------------ | ------------ | ------------ | ------------ |
| Джерело: Weatherbase    |              |              |              |              |              |              |              |              |              |              |              |              |              |